# Урхель (виконтство)
Виконтство Урхель (Уржель) (кат. Vescomtat d'Urgell, фр. Vicomté d'Urgell, исп. Vizcondado de Urgel) — феодальное владение на территории исторической провинции Каталония, первоначально находившееся в феодальной зависимости от графства Урхель. В настоящее время территория, на которой располагалось виконтство, входит в состав Испании.

## История
Первые упоминания о виконтах, которые обладали какими-то владениями в Урхеле, появляются в X веке, однако достоверно неизвестно, все ли они носили титул виконтов Урхеля. Первым достоверно установленным виконтом Урхеля был Миро I, упоминаемый в 953—975 годах. Его сын, Гильем I, получил в 989 году от графа Борреля II долину Кастель-льео (кат. Castell-lleó), которая позже стала называться Кастельбо (кат. Castellbó). 
Сын Гильемо, Миро II около 1040 года принёс вассальную присягу графу Сердани. Он был женат на сестре Арнау Миро де Тоста, значительно расширившего территорию Урхеля за счет земель, отвоеванных у мавров. В том числе он завоевал Ажер. В 1094 году граф Урхеля Эрменгол I создал на отвоёванных землях виконтство Бахо Урхель (Нижний Урхель), которое позже получило название виконтство Ажер. А виконт Урхеля Рамон I, сын Миро II, с 1094 года стал носить титул виконт Альт-Урхеля (Верхнего Урхеля).
Сын Рамона I, Пере (Педро) I (ум. 1150) в 1126 году женился на Сибилле, дочери и наследница виконта Сердани Рамона II. Благодаря этому браку Пере объединил в своих руках оба виконтства и с этого принял титул виконта Кастельбо.

## Список виконтов Урхеля
- ок. 929: Эрменир (возможно виконт Осоны)
- ок. 941: Гискафред
- ок. 950: Майель (возможно Майель II, виконт Нарбонны)
- ок. 956: Симплисий
- ок. 953—977: Миро I (ум. 977), виконт Урхеля с ок. 953
- 977—1035: Гильем I Миро (ум. 1035), виконт Урхеля с 977, сын предыдущего
- 1035—1079: Миро II Гильем (ум. 1079), виконт Урхеля с 1035, сын предыдущего
- 1079—1114: Рамон I Миро (ум. 1114), виконт Урхеля 1079—1094, виконт Альт-Уржеля с 1094, сын предыдущего
- 1114—1150: Пере (Педро) I Рамон (ум. 1150), виконт Альт-Урхеля 1114—1126, виконт Альт-Уржеля и Сердани 1126—1127, виконт Кастельбо и Сердани с 1127, сын предыдущего